# Standfussiana flavidior
Standfussiana flavidior är en fjärilsart som beskrevs av Leo Schwingenschuss 1924. Standfussiana flavidior ingår i släktet Standfussiana och familjen nattflyn. Inga underarter finns listade i Catalogue of Life.